# Skhour Rehamna
Skhour Rehamna (arabiska: صخور الرحامنة) är en ort i Marocko, som i folkräkningen räknas som stad i landskommunen med samma namn. Den ligger i provinsen Rehamna och regionen Marrakech-Safi, 200 km sydväst om huvudstaden Rabat. Antalet invånare var 5 344 vid folkräkningen 2014.